# Eligiusz Szymanis
Eligiusz Szymanis (ur. 11 czerwca 1955, zm. 17 sierpnia 2009) – polski literaturoznawca i nauczyciel akademicki, specjalista od literatury doby romantyzmu. Wicedyrektor Instytutu Literatury Polskiej na Wydziale Polonistyki Uniwersytetu Warszawskiego oraz wykładowca Akademii Humanistycznej i Szkoły Wyższej Przymierza Rodzin.

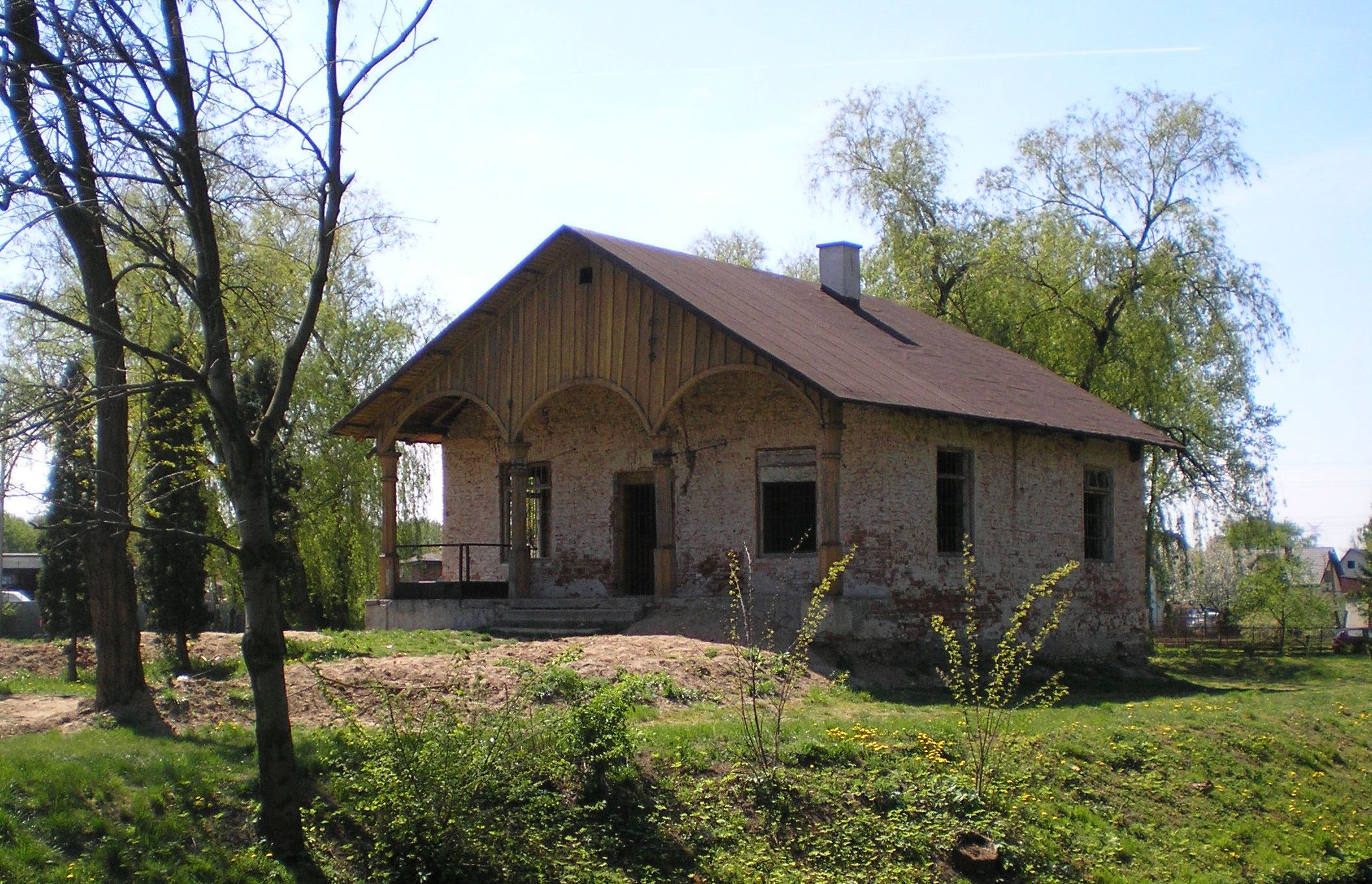
Dawny dom administratora dworskiego parku, tzw. dworek w Radzyminie, miejsce, gdzie Eligiusz Szymanis mieszkał w dzieciństwie

## Życiorys
Urodził się 11 czerwca 1955 w Warszawie bądź też w pobliskim Radzyminie, w rodzinie Heleny i Leonarda. W dzieciństwie mieszkał w dawnym domu administratora dworskiego parku krajobrazowego, tzw. dworku. W 1962 rozpoczął naukę w radzymińskiej Szkole Podstawowej nr 1, w 1974 ukończył tamtejsze Liceum Ogólnokształcące, a następnie wstąpił na Wydział Polonistyki Uniwersytetu Warszawskiego, z którym pozostał związany przez całe życie zawodowe.
Studiował m.in. u Stanisława Makowskiego, w czasie studiów działał także w Warszawskim Kole Polonistów. W 1978 jego praca magisterska, Kategoria uczucia w światopoglądzie poetyckim Mickiewicza (dr hab. Maria Grabowska), uzyskała wyróżnienie. W 1980 rozpoczął studia doktoranckie na Polonistyce UW, w 1983 został tam asystentem, a w 1986 – adiunktem. W międzyczasie w 1985 obronił rozprawę Romantyczna legenda Adama Mickiewicza, napisaną pod kierunkiem prof. Makowskiego (w 1992 pracę – pod zmienionym tytułem Adam Mickiewicz – kreacja autolegendy – wydało drukiem Ossolineum). Również w 1986 ożenił się z Anną z Klimkowskich, para doczekała się jednego dziecka, córki Emilii, urodzonej w 1986.
W początkach działalności naukowej pracował nad mechanizmami autokorekcyjnymi w tekstach Adama Mickiewicza. Efektem rozpoczętych wtedy badań była, tworzona przez wiele lat, książka Profeta nie może się mylić, krytyczna monografia poświęcona mesjanizmowi w III części Dziadów. Praca miała stanowić podstawę przewodu habilitacyjnego Szymanisa, jednak ten nie zdążył złożyć jej do druku przed śmiercią.
W 1987 cała rodzina przeprowadziła się do Frankfurtu nad Menem, gdzie Szymanis znalazł zatrudnienie na tamtejszym Uniwersytecie Johanna Wolfganga Goethego jako wykładowca języka polskiego i polskiej literatury. Pozostał związany z krajem, w 1988 został dyrektorem warszawskiego uniwersytetu powszechnego i funkcję tę piastował przez kolejne cztery lata, współpracował także ze Związkiem Literatów Polskich i Towarzystwem Wiedzy Powszechnej.
Po pięciu latach emigracji powrócił do Warszawy i na Wydział Polonistyki UW, początkowo jako adiunkt, od 2003 jako starszy wykładowca, a w 2009 uzyskał stopień docenta. Od 1993 przez dwanaście lat (dwie kadencje) był zastępcą dyrektora Instytutu Literatury Polskiej, równolegle wykładał także w Akademii Humanistycznej im. Aleksandra Gieysztora w Pułtusku (od 1995) i Szkole Wyższej Przymierza Rodzin im. Błogosławionego Edmunda Bojanowskiego w Warszawie (od 2002). Jego wykłady cieszyły się niezwykłą popularnością i zazwyczaj gromadziły ogromną liczbę studentów także z innych kierunków.
Poza działalnością akademicką działał także w Towarzystwie Literackim im. Adama Mickiewicza, był członkiem jego zarządu głównego (1998–2001), a także wiceprezesem oddziału warszawskiego. Opublikował ponad 70 tekstów naukowych w rozmaitych wydawnictwach, współpracował także m.in. z „Przeglądem Humanistycznym” i „Zeszytami Naukowymi SWPR”, a w roku 1997 przez pewien czas był redaktorem naczelnym pisma „Ojczyzna Polszczyzna”.
17 sierpnia 2009 zginął w wypadku samochodowym w okolicach Mińska Mazowieckiego.
Po śmierci jego imieniem nazwano m.in. Teatr Polonistyki UW, na patrona wybrało go sobie także internetowe pismo studentów polonistyki „Niewinni Czarodzieje”.
W 2019 roku ukazała się zredagowana przez Marię Makaruk, uczennicę i magistrantkę Szymanisa, książka Projekt „Dziady”. Praca składa się z kilku części: niewydanej dotychczas rozprawy habilitacyjnej Profeta nie może się mylić; części zatytułowanej Varia, w której zawarte są m.in. fragmenty wykładów Szymanisa prowadzonych w roku akademickim 2007/2008 na Wydziale Polonistyki Uniwersytetu Warszawskiej oraz jego tekstów popularyzatorskich; fragmentów dzienników; a także wspomnień przyjaciół i współpracowników autora.